# Coleophora gnaphalii
Coleophora gnaphalii é uma espécie de mariposa do gênero Coleophora pertencente à família Coleophoridae.